# Peter Yariyok Jatau
Peter Yariyok Jatau (* 5. August 1931 in Marsa Kaje in Zango Kataf, Bundesstaat Kaduna; † 16. Dezember 2020 in Kaduna) war ein nigerianischer Geistlicher und römisch-katholischer Erzbischof von Kaduna.

## Leben
Peter Yariyok Jatau empfing nach seiner theologischen Ausbildung am 7. Juli 1963 die Priesterweihe.
Papst Paul VI. ernannte ihn am 26. Juni 1972 zum Koadjutorerzbischof von Kaduna und zum Titularerzbischof von Velebusdus. Der Apostolische Delegat in Nigeria, Erzbischof Amelio Poggi, weihte ihn am 5. November desselben Jahres zum Bischof; Mitkonsekratoren waren Alexius Obabu Makozi, Bischof von Lokoja, und Patrick Ebosele Ekpu, Koadjutorbischof von Benin City
Nach dem Rücktritt John MacCarthys SMA folgte er ihm am 10. April 1975 als Erzbischof von Kaduna nach. Am 16. November 2007 nahm Papst Benedikt XVI. seinen altersbedingten Rücktritt an.